# لينكا تفاروشكوفا
لينكا تفاروشكوفا (بالسلوفاكية: Lenka Tvarošková)‏ مواليد 14 فبراير 1982 في براتيسلافا، هي لاعبة كرة مضرب سلوفاكية. أعلى تصنيف لها في الفردي كان المركز الـ 215 في سنة 2009. أعلى تصنيف لها في الزوجي كان المركز الـ 127 في سنة 2009.

## روابط خارجية
- لينكا تفاروشكوفا على موقع رابطة محترفات التنس (الإنجليزية)
- لينكا تفاروشكوفا على موقع الاتحاد الدولي لكرة المضرب (الإنجليزية)